# Nate Dusing
Nathaniel "Nate" James Dusing (ur. 25 listopada 1978 w Villa Hills) - były amerykański pływak, specjalizujący się głównie w stylu dowolnym.
Wicemistrz olimpijski z Sydney w sztafecie 4 x 200 m stylem dowolnym i brązowy medalista z Aten w sztafecie 4 x 100 m stylem dowolnym. 3-krotny medalista mistrzostw świata w sztafetach 4 x 100 i 4 x 200 m stylem dowolnym. 2-krotny medalista Mistrzostw Pacyfiku 